# Winkburn
Winkburn – wieś w Anglii, w hrabstwie Nottinghamshire, w dystrykcie Newark and Sherwood. Leży 23 km na północny wschód od miasta Nottingham i 188 km na północ od Londynu.